# Barmer (Distrikt)
Der Distrikt Barmer (Hindi बाड़मेर जिला, Bāṛmer) ist ein Distrikt im westindischen Bundesstaat Rajasthan. Er liegt in West-Rajasthan in der Wüste Thar und grenzt an Pakistan. Die Fläche beträgt 28.387 km², die Einwohnerzahl liegt bei 1.964.835 (2001). Verwaltungssitz ist die gleichnamige Stadt.

## Bevölkerung
Der Distrikt Barmer ist ländlich geprägt, nur etwa 7,4 % der Einwohner wohnen in Städten.
52,7 % der Einwohner sind Männer. 58,99 % der Einwohner können Lesen und Schreiben, 72,76 % bei Männern, 43,45 % bei Frauen.
Die überwiegende Anzahl der Einwohner zählt sich zum Hinduismus gehörig (86,27 %), 11,8 % sind Muslime, der Jainismus spielt mit 1,8 % nur eine geringe Rolle.
Die verbreitetsten Sprachen sind Rajasthani, Hindi und Englisch.

## Klima und Natur
Der Distrikt Barmer liegt in der Wüste Thar. Die tiefsten Temperaturen sind im Januar und schwanken zwischen etwa 10 °C bis 26 °C, im Sommer sind Temperaturen bis 43 °C häufig (Mai). Der jährliche Niederschlag beträgt durchschnittlich 280 mm, jedoch mit monsunbedingten stärkeren Schwankungen. Stärkere Monsun-Regenfälle können schnell zu Überflutungen führen, wie es im Jahr 2006 der Fall war, wo 103 Menschen ihr Leben verloren. Infolge der Überflutungen kann es auch zu Ausbrüchen von Malaria kommen.
Der größte Fluss ist der Luni, der brackiges Wasser führt.

## Verwaltungsgliederung
Der Distrikt Barmer ist unterteilt in 8 Tehsils:
- Barmer (171.158 Einwohner)
- Balotra (192.132)
- Siwana (134.488)
- Dhorimana (181.025)
- Baitu (151.787)
- Sindhari (167.810)
- Shiv (121.551)
- Chohtan (171.105)